# Castelul de la Gilău
Castelul de la Gilău, datat în secolele XII-XIII, a fost o posesiune a diecezei de Alba Iulia. În secolul al XVI-lea a devenit sediul principesei Transilvaniei Isabella Jagiello Zápolya. 

## Istoric
Potrivit cronicii Gesta Hungarorum a notarului Anonymus (finele sec. al XII-lea), toponimul Gilău ar proveni de la numele voievodului Gelu, ai cărui 200 de oșteni s-au confruntat aici cu oastea lui Tuhutum. Istoricul Ștefan Pascu era de părere că numele Gilău, în maghiară Gyalu, ar fi adaptarea fonetică maghiară a cuvântului "dealu", în pronunția românilor ardeleni "ghealu".
Satul a fost complet pustiit de marea invazie mongolă din 1241 și ulterior repopulat de regele Bela al IV-lea. Episcopul László (Ladislau) Geréb a construit în secolul al XV-lea castelul actual.
În curtea castelului au fost descoperite ruinele unui castru roman.

## Galerie de imagini

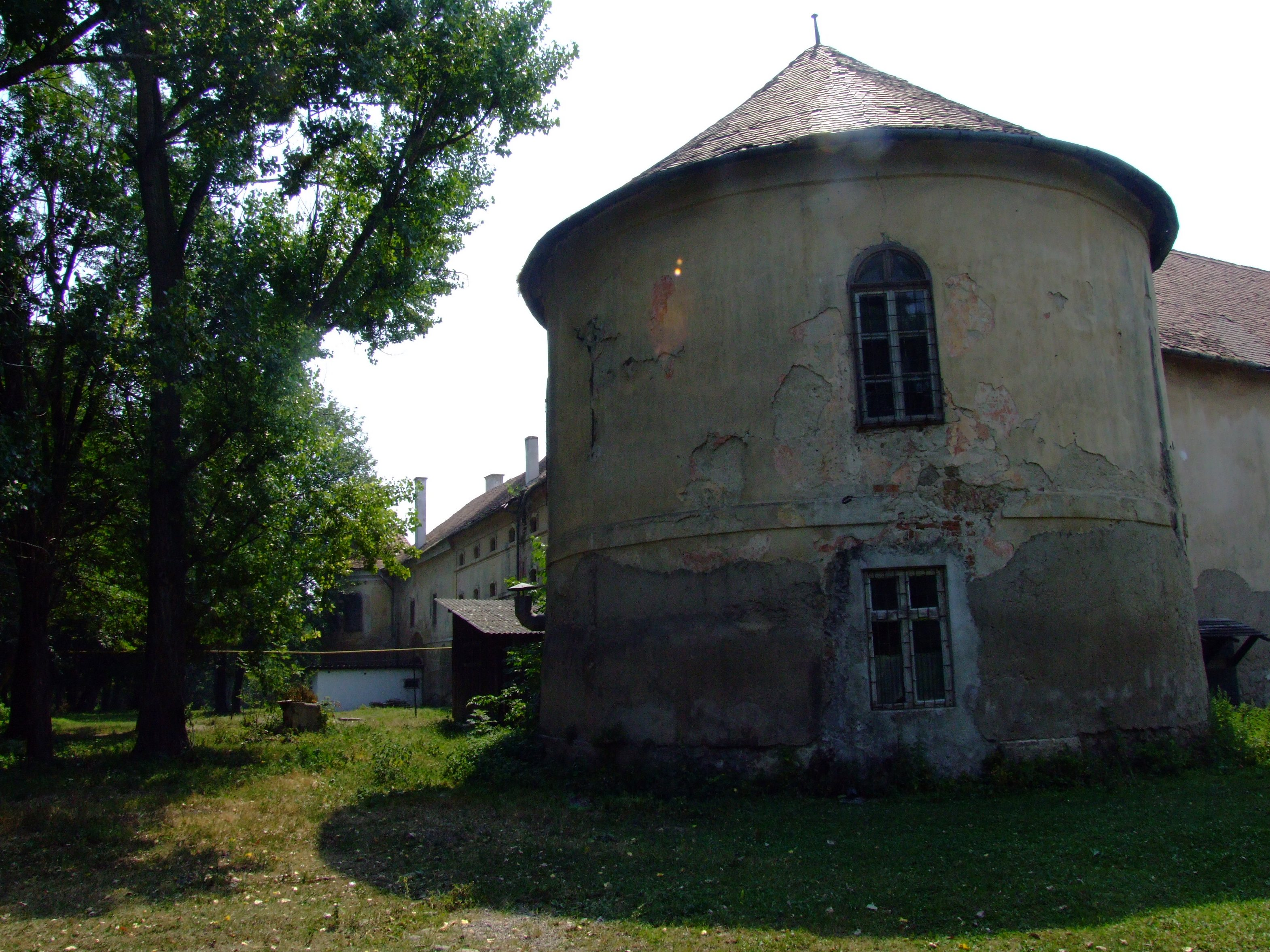
Gilău (castelul)